# Château de Carsoli
Le château de Carsoli est un château situé dans la commune de Carsoli, province de L'Aquila, dans les Abruzzes.